# Cerová
Cerová (bis 1975 „Cerová-Lieskové“ – bis 1927 auch „Korlát“; ungarisch Korlátkő, deutsch Konradstein) ist eine Gemeinde im Westen der Slowakei mit 1095 Einwohnern (Stand 31. Dezember 2024) und gehört zum Okres Senica, einem Teil des Trnavský kraj.

## Geographie

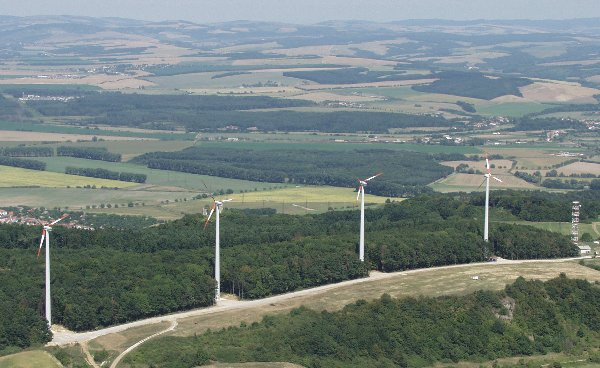
Windparkanlage bei Cerová

Die Gemeinde befindet sich teilweise im Tiefland Záhorská nížina, teilweise in den Kleinen Karpaten, unweit des Flusses Myjava sowie des Militärgebiets Záhorie. Das Ortszentrum liegt auf einer Höhe von 248 m n.m. und ist 16 Kilometer von Senica gelegen.

## Geschichte

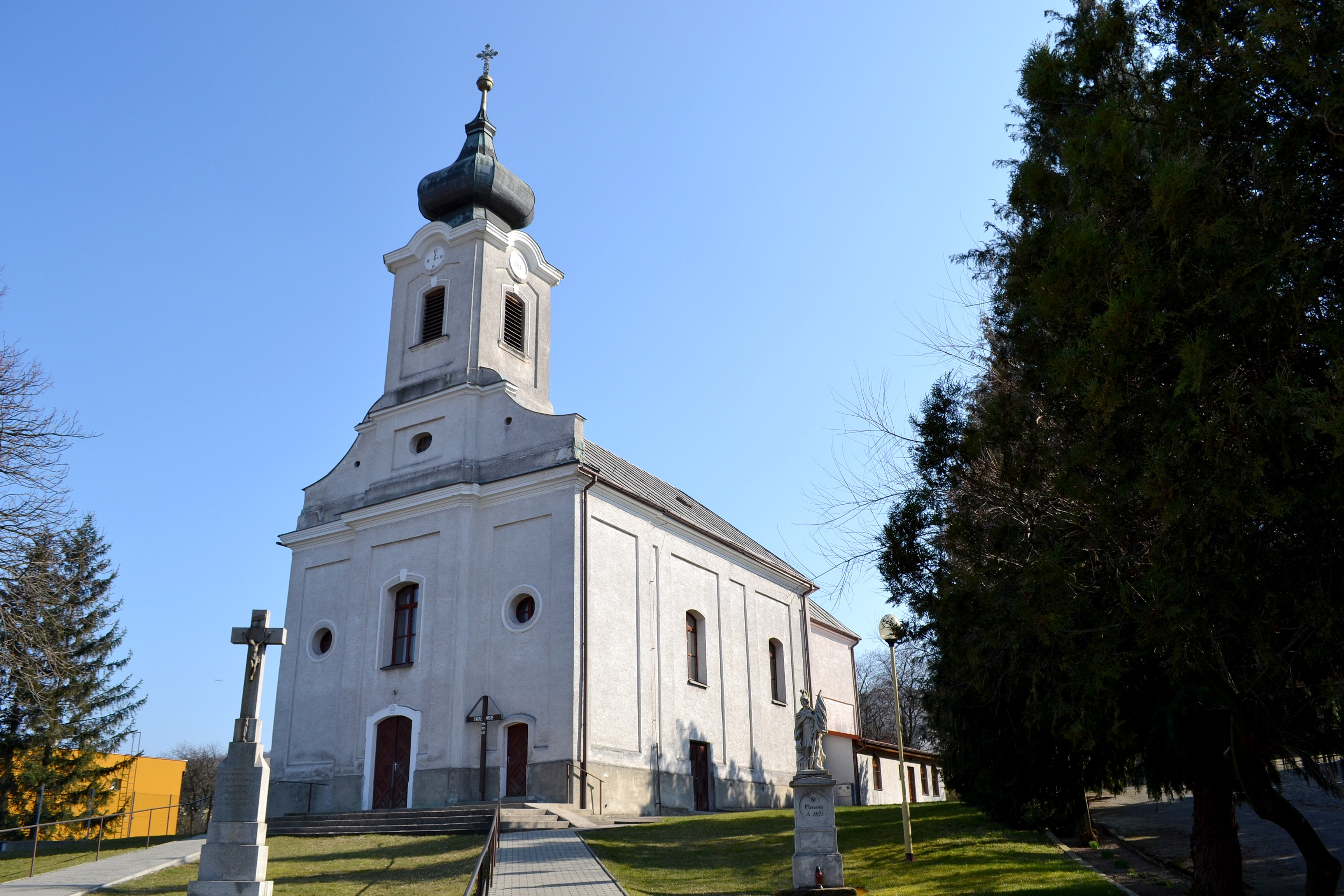
Kirche in Cerová

Die heutige Gemeinde entstand durch Zusammenschluss dreier Orte: zuerst vereinigten sich 1896 die Orte Cerová (ungarisch Cerova, deutsch Konradstein) und Lieskové (ungarisch Lieszkó) und erhielten den Namen Korlátkő (nach 1918 unter dem slowakischen Namen Cerová-Lieskové geführt) nach der örtlichen Burg, 1975 kam dazu der Ort Rozbehy (dt.: Konradsdorf, auch Gränzdorf) in den Kleinen Karpaten, woraufhin die Gemeinde den Namen Cerová erhielt.
Die mittelalterliche Geschichte ist eng mit der Burg Korlátka (dt.: Burg Konradstein) verbunden, deren Anfänge bis ins 11. Jahrhundert reichen. Sie war einst eine Grenzburg des Königreichs Ungarn, die die „Böhmische Straße“ schützte. Im 18. Jahrhundert wurde die Burg verlassen und seither verfällt sie.
Der Ort selbst wurde zum ersten Mal 1324 als Korlathkeu schriftlich erwähnt später auch als Konradstein bzw. Korenstein (1696) bezeichnet.

## Bevölkerung
| Jahr:                | 1994. | 2004.   | 2014.   | 2024.   |
| -------------------- | ----- | ------- | ------- | ------- |
| Anzahl der Personen: | 1388  | 1265    | 1182    | 1095    |
| Unterschied:         |       | -8,86 % | -6,56 % | -7,36 % |

| Jahr:                | 2023. | 2024.   |
| -------------------- | ----- | ------- |
| Anzahl der Personen: | 1092  | 1095    |
| Unterschied:         |       | +0,27 % |

Ergebnisse der Volkszählung 2001 (1354 Einwohner):
| Nach Ethnie: - 99,19 % Slowaken - 0,37 % Tschechen - 0,07 % Magyaren | Nach Religion: - 85,82 % römisch-katholisch - 7,02 % konfessionslos - 3,18 % evangelisch - 3,10 % keine Angabe |

## Bauwerke
- Glockenturm in Lieskové
- Kirche von 1802.
- Landschloss von 1700.

## Persönlichkeiten
- John Bukovsky SVD (1924–2010), römisch-katholische Ordensgeistlicher und vatikanischer Diplomat
- Kaneenika Janakova (* 1970), Ultra-Distanzläuferin